# Valdichiana Grechetto
Il Valdichiana Grechetto è un vino DOC la cui produzione è consentita nelle province di Arezzo e Siena.

## Caratteristiche organolettiche
- colore: giallo paglierino con riflessi verdognoli
- odore: delicato, caratteristico
- sapore: secco, armonico, morbido

## Produzione
Provincia, stagione, volume in ettolitri
- nessun dato disponibile